# Wii Sports
Wii Sports er et sportsspil udviklet og udgivet af Nintendo til Wii som en af de første titler. Den blev først udgivet sammen med Wii i Nordamerika den 19. november 2006, og blev udgivet i Japan, Australien og Europa de efterfølgende måneder. Wii Sports er del af en serie af spil refereret til som Wii-serien, og er et Touch! Generations-spil.
Spillet er en samling af fem sportssimulationer, designet til at demonstrere Wii Remotens bevægelsesfølsomhed for nye spillere. De fem spil inkluderet er tennis, baseball, bowling, golf og boksning.